# Zbór ewangelicko-augsburski w Tczewie

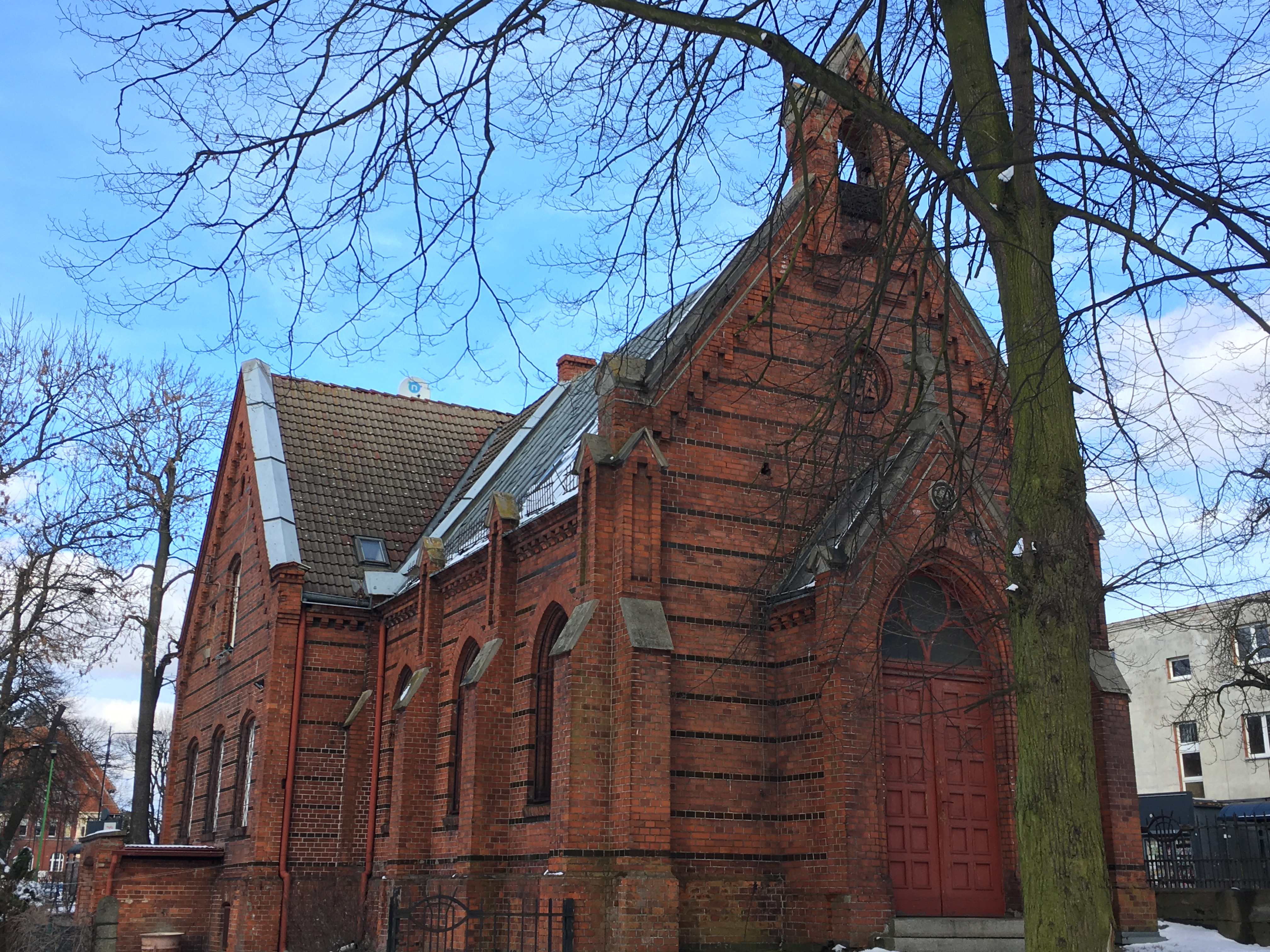
Kaplica ewangelicka w Tczewie w 2021

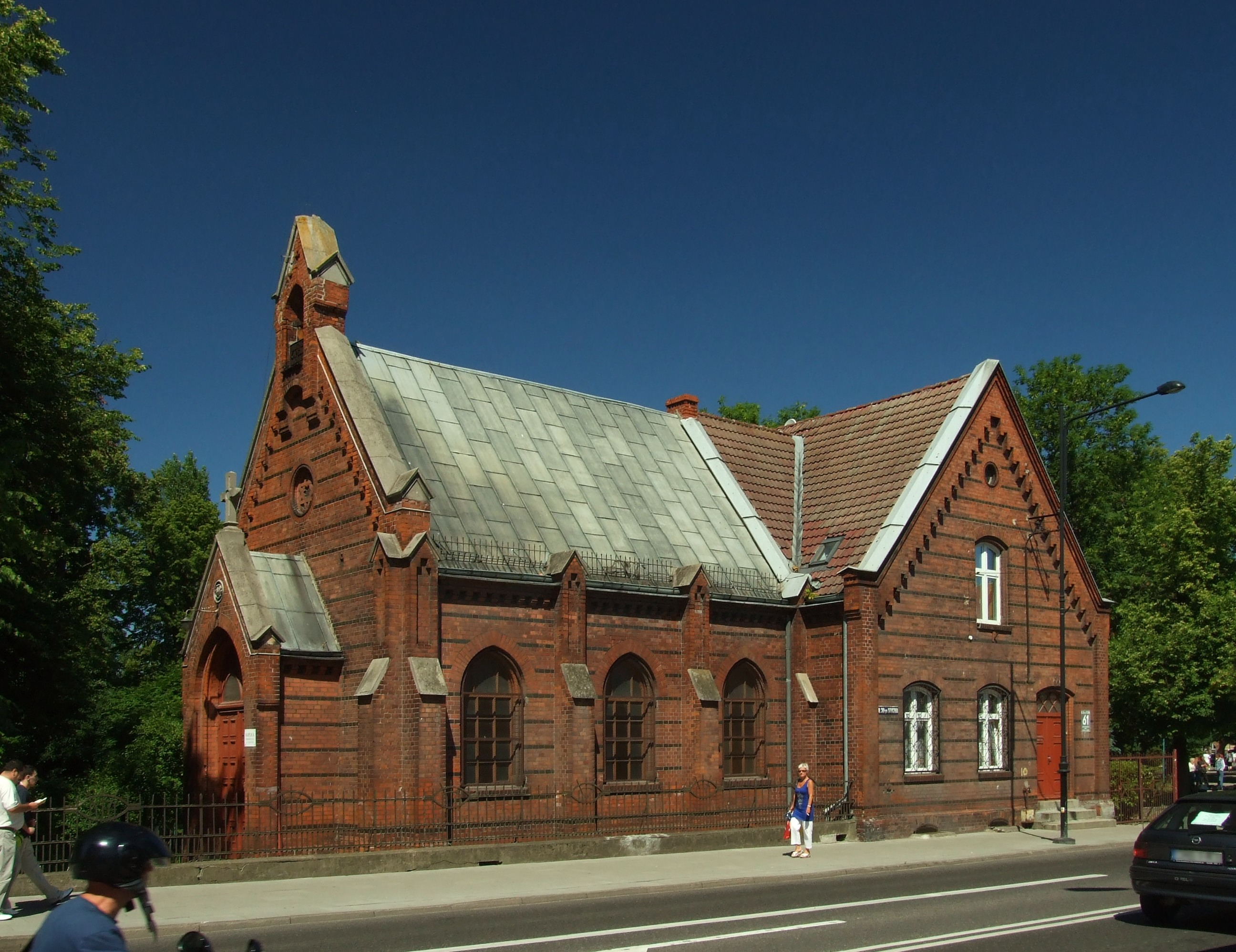
Kaplica ewangelicka w Tczewie w 2010

Zbór ewangelicko-augsburski w Tczewie – zbór Kościoła Ewangelicko-Augsburskiego, w latach 1931–1939 istniejący jako Polski Zbór Ewangelicko-Augsburski, obecnie filiał Tczew Parafii Ewangelicko-Augsburskiej Gdańsk-Gdynia-Sopot w Sopocie.
Parafia luterańska w Tczewie formalnie powstała na mocy przywileju króla Zygmunta Augusta z 2 października 1570, choć już wcześniej ewangelicy bez przeszkód działali w farze i kościele szpitalnym św. Jerzego na przedmieściu. Po utracie fary i zniszczeniu kościoła szpitalnego, nabożeństwa odprawiano w ratuszu, aż w 1635 Władysław IV zezwolił na przebudowę spichrza na drugi ewangelicki kościół św. Jerzego. W 1853 ewangelicy uzyskali bardziej reprezentacyjne miejsce nabożeństw - świątynię podominikańską, która do 1945 stała się trzecim z kolei kościołem św. Jerzego. Parafia od początku miała niemiecki charakter narodowościowy.
Po powrocie Tczewa do Polski w 1920, w mieście zaczęli się osiedlać ewangelicy-Polacy z różnych regionów kraju. Zbór powstał 13 stycznia 1930 z inicjatywy osób skupionych wokół inż. Henryka Kliema, który został wybrany prezesem kolegium kościelnego. Pierwsze nabożeństwo odprawił 9 lutego 1930 ks. Jerzy Kahané z polskiej parafii w Bydgoszczy. Do 1939 nabożeństwa odbywały się w kościele podominikańskim, należącym do Ewangelickiego Kościoła Unijnego, dzięki życzliwości ks. superintendenta Bertholda Harhausena. Kolejnymi administratorami polskiego zboru byli ks. Leopold Michelis z Gdyni i ks. Ryszard Danielczyk z Grudziądza, a od 1937 ponownie ks. Jerzy Kahané, jako proboszcz w Gdyni. Pod koniec 1937 powstał drugi zbór filialny, w Starogardzie (stamtąd pochodził ks. Jan Gross). Po śmierci inż. Kliema w 1938, główną rolę w radzie kościelnej odgrywał Wilhelm Abt.
Po II wojnie światowej ks. Edward Dietz z Sopotu odprawiał w Tczewie nabożeństwa domowe. Dopiero 30 października 1960 odprawiono pierwsze nabożeństwo w odzyskanej neogotyckiej kaplicy cmentarnej z 1883 przy ul. 30 Stycznia 61, której nadano imię Marcina Lutra. W latach 1986–1988 dokonano generalnego remontu i adaptacji budynku, w którym mieści się również mieszkanie wikariusza parafialnego. W Tczewie 2 razy w miesiącu odbywają się nabożeństwa niedzielne i raz w miesiącu studium biblijne. 